# 畠山智之
畠山 智之（はたけやま さとし、1958年〈昭和33年〉10月30日 - ）は、NHKの元エグゼクティブアナウンサー。NHK財団専門委員。

## 来歴・人物
大阪府大阪市生まれ、東京都育ち。
日本大学第二高等学校を経て、日本大学農獣医学部（現：生物資源科学部）食品工学科に進学。
大学時代はアナウンサーを目指していたわけでもなく、アナウンサーになるための勉強も一切していなかった。ただし「海外で仕事がしたい」という気持ちはずっと持っており、大学4年時に商社を受験するも全滅。それでもなお海外で仕事がしたい思いは変わらず、今度は海外に支局がある企業を探して就職掲示板を見ていたところ、NHKの職員募集を発見。「NHKに入れば海外で仕事ができる」と考え、NHKを受験する。面接時に希望の職種を問われ「海外に行ければ良いです。何でも結構ですから決めてください」と返答、結果アナウンサーでの採用となった。
大学卒業後の1981年4月、NHKに入局。初任地は帯広放送局、2番目の赴任先は札幌放送局で、札幌局では主に報道番組を担当した。1991年度に東京アナウンス室へ異動し、『NHKニュース21』のリポーターを務める。1993年には『NHKニュースおはよう日本』土曜・日曜・祝日の初代メインキャスター、1994年度には『くらしのジャーナル』の司会を1年間ずつ務めた。1995年に大阪放送局へ異動、『きんき845』と同時に『イブニングネットワークきんき』を担当する。1996年から1997年にかけて発生した在ペルー日本大使公邸占拠事件では、現地より3か月のリポートを担当した。
取材中の2月に人事異動が発令され、東京アナウンス室に異動。1999年度には『NHKニュース7』で土曜・日曜・祝日のメインキャスターを1年間担当したのち、横滑りで2000年度からは平日を担当、通算7年間にわたってメインキャスターを務めた。同時『NHKニュース9』の最後のメインキャスターも務めた。『ニュース9』の最終回となった2006年3月31日には神戸港の様子を中継し、最後には「明日から4月です。この時間来週月曜日からは新番組（『ニュースウオッチ9』）が始まります。是非、ご覧ください」と番組を締めくくった。2006年4月からは『NHK週刊ニュース』のメインキャスターを5年間、2011年度からは『お元気ですか日本列島』の総合司会を1年間担当。2012年度からは15年ぶりに地方への異動となり、仙台放送局に異動。夕方の地域情報番組『てれまさむね』のメインキャスターに就任し、2011年3月に発生した東日本大震災関連の報道も担当した。
緊急報道でも活躍。
2014年4月には再び東京アナウンス室に復帰。三宅民夫の後任として東日本大震災に関する情報・ドキュメンタリー番組『明日へ -支えあおう-』→『明日へ つなげよう』の司会を最終回（2021年3月14日）まで務め、2015年度からはラジオ第1の夕方の報道番組である『先読み!夕方ニュース』（2018年3月30日終了）およびその後番組の『Nらじ』（2018年4月2日開始）のキャスターを2020年度まで務めた。在任期間中の2018年に役職定年を迎え、NHK財団専門委員に就任。2021年度から2023年度まで『マイあさ!』土曜・日曜・祝日のメインパーソナリティを務め、2024年4月からは『ラジオ深夜便』第1・第3木曜のアンカーを務めている。

## 現在の担当番組
- ラジオ深夜便（2024年4月 - 、ラジオ第1・NHK-FM） - アンカー（第1・第3木曜）
- 週刊情報チャージ! チルシル（ハタケヤマ・チル・サトシ＝ニュース解説：2025年4月 - ）

## 過去の担当番組
- ニュースネットほっかいどう（1985年7月 - ?、総合） - 帯広局キャスター
- FM帯広リクエストアワー（1985年7月 - ?、NHK-FM）
- きょうの北海道（1985年10月 - 1987年度、総合） - 札幌局キャスター
- NHKニュース21（1991年度 - ?、総合） - リポーター
- 新日本探訪（総合） - 語り
- NHKニュースおはよう日本（1993年度、総合） - 土曜・日曜・祝日 初代キャスター
- くらしのジャーナル（1994年度、総合）
- おはようきんき[9]（1995年、総合） ※武内陶子アナウンサーが担当するまで数か月間担当
- イブニングネットワークきんき（1995年度 - 1996年度、総合）
- きんき845（1996年度、総合）
- クローズアップ現代（総合）
  - 1997年度 - リポーター
  - 国谷裕子キャスターの代理として随時出演
- NHKニュース 正午（1998年度、総合） - キャスター（土曜・日曜）
  - 武田真一の代理（2000年9月7日・2002年8月5日 - 9日）
  - 石澤典夫の代理（2002年4月28日）
- NHKニュース7（総合） - キャスター
  - 土曜・日曜（1999年度）
  - 平日（2000年度 - 2005年度）
- NHKニュース9（2000年度 - 2005年度、総合） - キャスター
- NHK週刊ニュース（2006年度 - 2010年度、総合） - メインキャスター
- お元気ですか日本列島（2011年度、総合） - メインキャスター
- NHKスペシャル（総合）
- てれまさむね（2012年度 - 2013年度、総合） - メインキャスター
- 先読み!夕方ニュース（2015年度 - 2017年度、ラジオ第1） - メインパーソナリティ
- Nらじ（2018年度 - 2020年度、ラジオ第1） - メインMC
- NHK BSニュース（BS1） - キャスター
- マイあさ!（2021年4月3日 - 2024年3月、ラジオ第1） - パーソナリティ（土曜・日曜）
- NHKやさしいことばニュース（2024年10月1日 - 2025年3月27日、ラジオ第1） - キャスター（水曜・木曜）